# Juan Serrano
Juan Rodríguez Serrano, o João Rodrigues Serrão (Fregenal de la Sierra - isla de Cebú, 1521), fue un navegante español del siglo XVI, natural de Fregenal de la Sierra, Reino de Sevilla (actualmente Badajoz). Al servicio de Carlos I de España, formó parte de la expedición de Fernando de Magallanes a las «islas de las Especias» como uno de sus capitanes.

## Biografía
De origen extremeño, Serrano era hermano o primo de Francisco Serrão (y posiblemente primo de Magallanes), descobridor y residente de las «islas de las Especias» al comenzar el viaje, y a quien Serrano y Magallanes esperaban encontrar al regreso (ambos murieron antes de finalizar el viaje).
Fue el capitán de la Santiago, la nave de menor tonelaje de la expedición que partió de Sevilla. En 1520, mientras el resto de las naves se terminaban de reparar en el puerto de San Julián, en la actual Patagonia argentina, fue enviado por Magallanes para reconocer la costa al sur. Serrano descubrió la bahía donde desemboca el río Santa Cruz, donde permaneció seis días aprovisionándose. El 20 de mayo la Santiago salió de Santa Cruz, y al día siguiente la nave se vio envuelta en un temporal que empeoró durante la noche. El día 22 la tormenta arrojó a la embarcación contra la costa, quedando varada a merced de la tormenta. La tripulación, salvo un esclavo de Serrano, consiguió salvarse. Serrano envió a dos marineros de regreso por tierra al puerto de San Julián para avisar del naufragio mientras rescataban todo lo que podían de la nave.
Magallanes distribuyó a los supervivientes entre las restantes naos y nombró a Juan Serrano capitán de la Concepción, nao anteriormente capitaneada por Gaspar de Quesada, que había sido ejecutado por traición el 7 de mayo.
Después de recorrer el océano Pacífico, la expedición llega a la isla de Cebú en el archipiélago que Magallanes llama «de San Lázaro» (las Filipinas). Allí Magallanes, con ayuda de su esclavo Enrique de Malaca que le sirve de intérprete, consigue la amistad del gobernante de Cebú que accede a ser bautizado y a convertirse en vasallo del rey de España. Tras este éxito inicial, Magallanes intenta someter a otros reyes del archipiélago filipino. El 27 de abril de 1521 en un combate liderado por el propio Magallanes contra un número muy superior de guerreros indígenas, haciendo una demostración de fuerza que Juan Serrano le había desaconsejado, Magallanes es derrotado y muere.
La expedición elige a Duarte Barbosa, cuñado de Magallanes y capitán de la nao Victoria, como su nuevo capitán general. El rey de Cebú invita a Barbosa y a sus oficiales a un banquete con la intención de traicionarlos (traición probablemente instigada por Enrique de Malaca). Duarte Barbosa acepta la invitación, a pesar de la desconfianza de Serrano. Los cebuanos asesinaron a todos los invitados por sorpresa, excepto a Juan Serrano que intentan canjear por dos piezas de artillería a los que permanecían en las naos. La gente de las naos, temiendo otro engaño para matarlos a todos, partieron de allí dejando a Serrano cautivo de los nativos. Los marinos al irse vieron que llevaban a Serrano de nuevo al poblado y escucharon un gran griterío, presumiendo que lo matarían.